# Стеклянное
Стекля́нное — село в Купинском районе Новосибирской области России. Административный центр Стеклянского сельсовета.

## География
Площадь села — 88 гектаров.

## Население
| 2002 | 2007 | 2010 |
| ---- | ---- | ---- |
| 822  | ↗852 | ↘738 |

## Инфраструктура
В селе по данным на 2007 год функционируют 1 учреждение здравоохранения и 2 учреждения образования.